# Alfhild Degerberg
Alfhild Hanna Elvira Degerberg, född Wahlberg den 28 juli 1893 i Lund, död den 31 juli 1977 i Malmö, var en svensk skådespelare.
Hon var gift med skådespelaren John Degerberg. De är begravda på Norra kyrkogården i Lund.

## Filmografi
- 1936 – Söder om landsvägen
- 1939 – Kalle på Spången
- 1940 – En sjöman till häst
- 1944 – Skåningar

## Teater

### Roller (ej komplett)
| År   | Roll             | Produktion                        | Regi                | Teater            |
| ---- | ---------------- | --------------------------------- | ------------------- | ----------------- |
| 1940 | Agnete           | Puzzlespel Kaj Munk               | Oscar Winge         | Vasateatern       |
| 1952 | Farmodren        | Kronbruden August Strindberg      | Ingmar Bergman      | Malmö stadsteater |
| 1954 | Kokerskan        | Spöksonaten August Strindberg     | Ingmar Bergman      | Malmö stadsteater |
| 1955 | Gumman på jeepen | Tehuset Augustimånen John Patrick | Ingmar Bergman      | Malmö stadsteater |
| 1955 |                  | Revisorn Nikolaj Gogol            | Lars-Levi Læstadius | Malmö stadsteater |
| 1957 | Brudgummens mor  | Peer Gynt Henrik Ibsen            | Ingmar Bergman      | Malmö stadsteater |

### Fotnoter
1. ↑  ”Alfhild Degerberg”. Svensk Filmdatabas. http://www.sfi.se/sv/svensk-filmdatabas/Item/?type=PERSON&itemid=60249&ref=%2ftemplates%2fSwedishFilmSearchResult.aspx%3fid%3d1225%26epslanguage%3dsv%26searchword%3dAlfhild+Degerberg%26type%3dPerson%26match%3dBegin%26page%3d1%26prom%3dFalse. Läst 21 februari 2013.
2. ↑  ”Teater, Musik, Film”. Dagens Nyheter:  s. 9. 25 april 1940. http://arkivet.dn.se/arkivet/tidning/1940-04-25/113/9. Läst 26 augusti 2015.
3. ↑  ”Kronbruden”. Stiftelsen Ingmar Bergman. http://ingmarbergman.se/verk/kronbruden. Läst 17 oktober 2015.
4. ↑  ”Spöksonaten”. Stiftelsen Ingmar Bergman. http://ingmarbergman.se/verk/sp%C3%B6ksonaten. Läst 17 oktober 2015.
5. ↑  ”Tehuset Augustimånen”. Stiftelsen Ingmar Bergman. http://ingmarbergman.se/verk/tehuset-augustim%C3%A5nen. Läst 15 oktober 2015.
6. ↑  ”Peer Gynt”. Ingmar Bergman Face to face. http://ingmarbergman.se/verk/peer-gynt. Läst 15 oktober 2015.